# Seilriss
Der Begriff Seilriss bedeutet im Segelflugsport das unvorhersehbare Reißen des Schleppseils im Windenstart oder F-Schlepp.
Mit dem Reißen geht die Schleppkraft auf das Flugzeug schlagartig auf Null, der bald darauf vom Flieger schräg nach hinten herabhängende Seilrest belastet den Flieger durch das Gewicht und den Luftwiderstand dieses Seilstücks und des gefaltet bleibenden Fallschirms.
Die Tragflächenbelastung nimmt sofort stark ab, die Zugkomponente in Vorwärts-Richtung fällt sofort weg. Das Flugzeug setzt seinen Steigflug noch wenige Sekunden unter der Wirkung des eigenen Schwungs unter Abbau von Fahrt nur noch ein kleines Stück fort. Beim Windenstart erfolgt ohne sofortige Pilotenreaktion deshalb ein Unterschreiten der Mindestfluggeschwindigkeit mit Strömungsabriss und Abkippen.
Die Wahrscheinlichkeit eines Seilrisses steigt mit der Dauer der Beanspruchung durch die Anzahl der Starts und mit der Stärke der Belastung bei jedem der vorangegangenen Starts, Zusatzbelastungen durch Knicke, Reparaturen und natürlich besonders mit der Höhe der Zugkraft im Seil beim aktuell betrachteten Windenstart.

## Auslöser eines Seilrisses

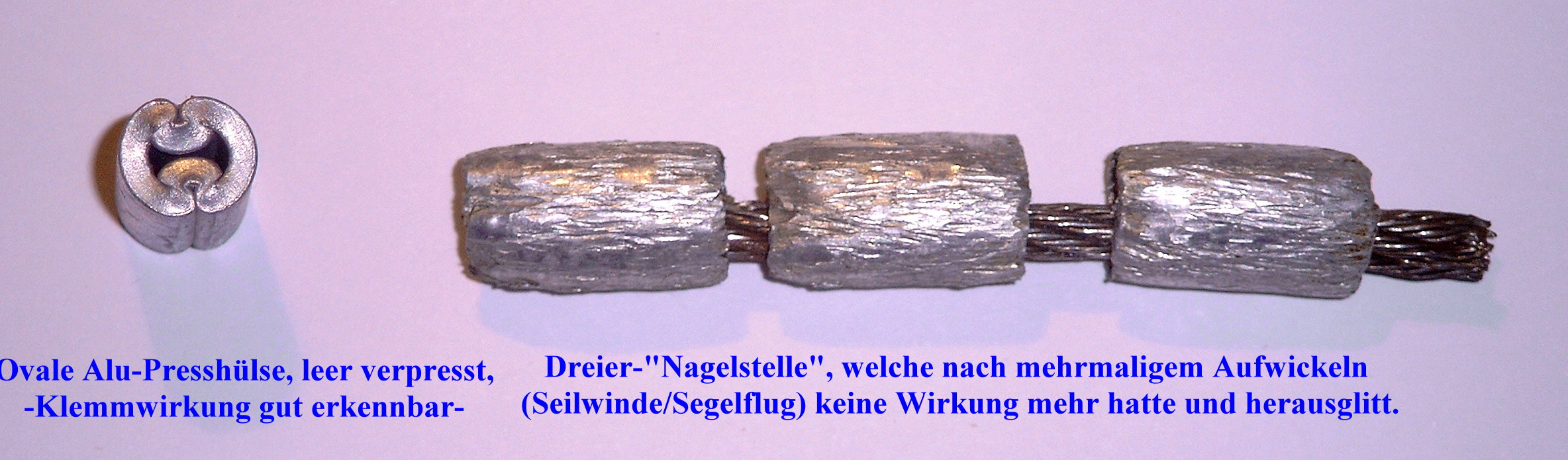
„gerissenes“ (herausgeglittenes) Seil an einer „genagelten“ (zuvor schon einmal durchgerissenen) Seilstelle.

Ein Seilriss wird meistens durch Materialermüdung an den bis zu 2000 m langen Stahl- oder Kunststoffseilen ausgelöst, die gerade bei hoher Startfrequenz großen Belastungen ausgesetzt sind.
Allerdings kommt es auch vor, dass durch zu steiles Steigen, vor allem direkt nach dem Abheben (sog. Kavalierstart), die Belastungsgrenze überschritten wird.
Auch wenn ein Seilriss sehr unangenehm ist und es gerade bei falscher oder zu langsamer Reaktion des Piloten zu gefährlichen Zwischenfällen kommen kann, ist er beim Überschreiten der Belastungsgrenze das kleinere Übel gegenüber der Zerstörung (Abmontieren, Zerlegen) der Flugzeugstruktur und dem daraus resultierenden Absturz.
Zu diesem Zweck müssen alle Schleppseile eine Sollbruchstelle aufweisen, die reißen soll, ehe das Seil oder das Flugzeug beschädigt werden.

## Reaktion auf einen Seilriss beim Windenstart
Aus dem sich schnell verzögernden Steigflug heraus muss durch sofortiges Nachdrücken des Steuerknüppels ein regulärer Gleitflug mit passendem Tempo (je nach Flugzeugtyp 80–100 km/h) eingeleitet werden, um sicher weiterzufliegen. Gleichzeitig muss das noch anhängende Restseil (an der Winde maximal: Vorseil, Sollbruchstelle, Zwischenseil, Seilbremsschirm und abgerissenes Schleppseil) durch mehrfachen (i. d. R. dreimaligen) Zug an der (gelben) Kupplungsbetätigung ausgeklinkt und damit abgeworfen werden. Damit wird zusätzliches Gewicht, zusätzlicher Luftwiderstand und die Gefahr von schweren Landeunfällen durch Hängenbleiben des Restseiles vermieden.
Die adäquate Reaktion auf einen Seilriss wird in der Ausbildung in allen möglichen Konstellationen trainiert, so dass die Beherrschung dieser Situation sichergestellt ist.
Je nach Flughöhe zum Zeitpunkt des Seilrisses werden dann zwei Fälle unterschieden:

### Das Reißen des Seils oberhalb der Entscheidungshöhe
Hat das Flugzeug zum Zeitpunkt des Seilrisses bereits annähernd die übliche Ausklinkhöhe, wird lediglich der Seilrest ausgeklinkt und der Flug normal fortgesetzt.
Geschieht der Seilriß in einer früheren Startphase (ca. 100–150 m Höhe), wird eine verkürzte Platzrunde geflogen, d. h., es wird in Windrichtung eingekurvt, und durch eine kürzere, ansonsten aber gleich aufgebaute Platzrunde zur Landung gebracht.

### Das Reißen des Seils unterhalb der Entscheidungshöhe
Je nach Länge des Flugplatzes und damit der zur Landung verfügbaren Fläche sowie der Windstärke kann die Entscheidungshöhe recht unterschiedlich sein. Sie liegt ungefähr bei 100 m. Unterhalb dieser Höhe hat man im Segelflug nicht genügend Zeit, eine verkürzte Platzrunde zu fliegen. Dann wird sofort ein steiler Sinkflug eingeleitet, bei dem nach Möglichkeit Landehilfen, z. B. Landeklappen eingesetzt werden und/oder der Seitengleitflug (Slip) verwendet wird.
Die Landung erfolgt dann noch in Startrichtung auf dem Flugplatz.
Diese Form der Landung setzt aber einen recht langen Platz voraus. Die oft propagierte Umkehrkurve ist ein Stressfaktor, der bei ungeübten Fliegern leider schnell in Unfällen enden kann, wenn nicht zuerst bewusst vom Platz weggeflogen und die (besonders bei engen und damit steilen Kurven nötige) Überfahrt eingehalten wird. Außerdem stellt eine Rückenwind-Landung zusätzliche Anforderung an die Ziellande-Fähigkeit des Piloten. Deshalb ist eine sichere Außenlandung in Startrichtung oder nur geringer Abweichung davon trotz des erhöhten Rückführungsaufwandes (Abrüsten des Flugzeuges, Verladen auf den Hänger, Aufrüsten auf dem Platz) die bessere Alternative gegenüber einem Bruch auf oder nahe dem Landefeld. Bei Starts auf fremden Plätzen gehört die Erkundung von potentiellen Landefeldern (z. B. durch Satellitenfotos) unbedingt zur Flugvorbereitung.

## Reparatur des Seils
Ein gerissenes Seil kann durch Spleißen wieder zusammengefügt werden.
Dazu werden die beiden gerissenen, oft ausgefransten Enden bis zu einem regulären Seilquerschnitt durch Abschneiden gekürzt und ab hier ein Stück in ihre Litzen aufgeteilt. Diese werden dann über kreuz wieder zusammengesetzt, sodass ein Teilstück des Seils doppelt vorliegt.
Theoretisch ist damit die Festigkeit des Originalseils wieder mehr als hergestellt, es hat sich dennoch bewährt, die Enden des Spleißes mit Pressklemmen zu fixieren.
Ein solcher exakt ausgeführter Spleiß ist anfangs deutlich fester als der Rest des Seils, trägt aber durch seine Dicke deutlich auf und verschleißt schneller.